# Municipio de Liberty (condado de Crawford, Indiana)
El municipio de Liberty (en inglés: Liberty Township) es un municipio ubicado en el condado de Crawford en el estado estadounidense de Indiana. En el año 2010 tenía una población de 1990 habitantes y una densidad poblacional de 35,73 personas por km².

## Geografía
El municipio de Liberty se encuentra ubicado en las coordenadas 38°21′56″N 86°21′55″O / 38.36556, -86.36528. Según la Oficina del Censo de los Estados Unidos, el municipio tiene una superficie total de 55.7 km², de la cual 55,7 km² corresponden a tierra firme y (0 %) 0 km² es agua.

## Demografía
Según el censo de 2010, había 1990 personas residiendo en el municipio de Liberty. La densidad de población era de 35,73 hab./km². De los 1990 habitantes, el municipio de Liberty estaba compuesto por el 96,73 % blancos, el 0,1 % eran afroamericanos, el 0,6 % eran amerindios, el 0,2 % eran isleños del Pacífico, el 0,4 % eran de otras razas y el 1,96 % eran de una mezcla de razas. Del total de la población el 1,21 % eran hispanos o latinos de cualquier raza.